# Qairat Äbdirachmanow

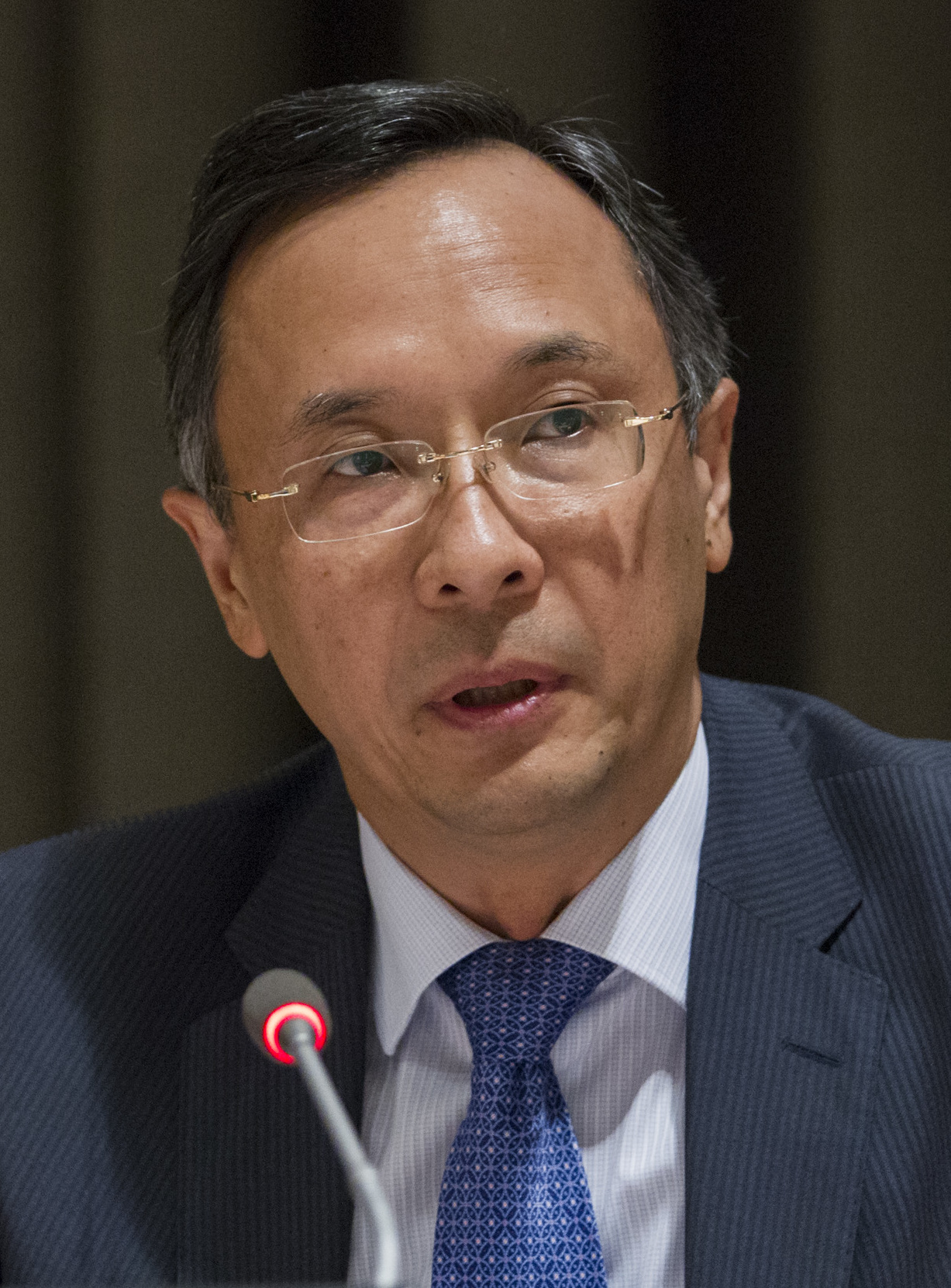
Qairat Äbdirachmanow (2015)

Qairat Qudaibergenuly Äbdirachmanow (kasachisch Қайрат Құдайбергенұлы Әбдірахманов; russisch Кайрат Кудайбергенович Абдрахманов, Kairat Kudaibergenowitsch Abdrachmanow; * 21. April 1964 in Panfilow, Kasachische SSR) ist ein kasachischer Diplomat und Politiker.

## Leben
Äbdirachmanow wurde 1964 in der Stadt Panfilow im heutigen Gebiet Schetissu geboren. Von 1981 bis 1987 studierte er an der Fakultät für Geschichte der Kasachischen Staatlichen Kirow-Universität in Alma-Ata. Anschließend war er als Dozent am Lehrstuhl für Politische Geschichte an der Kasachischen Nationalen Technischen Universität tätig, bevor er von 1991 bis 1993 seine Aspirantur an der Al-Farabi-Universität erlangte. 
Nach seiner Ausbildung arbeitete er für das kasachische Außenministerium in der Abteilung für europäische Angelegenheiten. Zwischen 1994 und 1998 war er Abteilungsleiter oder stellvertretender Leiter in den Abteilungen für Asien, den Nahen Osten und Afrika und Europa und Amerika. Von April bis Dezember 1999 war Äbdirachmanow Direktor der Abteilung für bilaterale Beziehungen des kasachischen Außenministeriums, bevor er bis 2001 das Amt des stellvertretenden Außenministers bekleidete. Zwischen Februar 2001 und April 2003 war er als Gesandter und Botschaftsrat an der kasachischen Botschaft im Vereinigten Königreich tätig. Er wurde 2003 zum Botschafter Kasachstans in Israel ernannt und von 2006 bis 2007 erneut Vizeaußenminister Kasachstans. Nach dieser Tätigkeit war Äbdirachmanow Botschafter Kasachstans in Österreich und ständiger Vertreter bei den internationalen Organisationen in Wien, so auch bei der Organisation für Sicherheit und Zusammenarbeit in Europa (OSZE). Bis zu seiner Ernennung als Botschafter Kasachstans in Österreich war er Repräsentant der Republik Kasachstan bei der OSZE. Von März 2011 bis November 2013 war er erneut Botschafter in Österreich sowie ständiger Vertreter bei den internationalen Organisationen in Wien.
Am 28. Dezember 2016 wurde er von Nursultan Nasarbajew zum Außenminister ernannt. Diesen Posten hatte er bis zum 26. Dezember 2018 inne. Am 4. Dezember 2020 wurde er zum Hohen Kommissar der OSZE für nationale Minderheiten gewählt. Dies blieb er bis September 2024.
Am 6. September 2024 wurde er zum Botschafter Kasachstans in den Niederlanden und gleichzeitig zum Ständigen Vertreter Kasachstans bei der Organisation für das Verbot chemischer Waffen ernannt.

## Privates
Er ist verheiratet, hat zwei Kinder und spricht englisch und russisch. Seine Ausbildung absolvierte er an der nationalen kasachischen Al-Farabi-Universität in Almaty.